# The Imperial (The Delines)
The Imperial is het tweede officiële studioalbum van de Amerikaanse country en rockband The Delines, afkomstig uit Portland, Oregon.
De groep heeft haar eerste album Colfax uitgebracht in 2014. Er zit vijf jaar tijd tussen het eerste en het tweede album, doordat zangeres Amy Boone betrokken was bij een verkeersongeluk en een aantal jaren moest revalideren. 
Willy Vlautin heeft alle nummers van dit album geschreven. Hij is ook een succesvol romanschrijver. Zijn verhalende literaire songteksten gaan, net als zijn boeken, over mensen die leven aan de onderkant van de samenleving. 
Op dit album staan ingetogen, lome en melancholische  liedjes met onder meer invloeden van country, soul en jazz. Amy Boone heeft een gevoelige, soulachtige stem. De countrysfeer van deze muziek wordt versterkt door de steelgitaar. Op He dont burn for me staat een trompetsolo. 

## Tracklist
1. Cheer up Charley -  (3:26)
2. The imperial - (5:23)
3. Where are you Sonny? - (3:58)
4. Let's be us again - (4:00)
5. Roll back my life - (3:30)
6. Eddie & Polly - (4:05)
7. Holly the hustle - (5:46)
8. That old haunted place - (3:05)
9. He don't burn for me - (5:13)
10. Waiting on the blue - (3:03)

Bij sommige versies van dit album zijn bonustracks uitgebracht. Zie de website Discogs (bronnen en referenties).

## Muzikanten
De leden van The Delines hebben eerder in andere bands gespeeld zoals The Damnations en Richmond Fontaine. 
- Amy Boone – zang (uit The Damnations)
- Cory Gray – keyboard en trompet (uit Norfolk & Western)
- Tucker Jackson – steelgitaar (uit Minus 5)
- Sean Oldham – drums, percussie en zang (uit Richmond Fontaine)
- Freddy Truijild – bas en zang (uit Richmond Fontaine)
- Willy Vlautin – gitaar en zang (uit Richmond Fontaine)

## Productie
Dit album is geproduceerd en gemixt door John Morgan Eskew. 
De Amerikaanse site AllMusic heeft dit album gewaardeerd met vier sterren (het maximum is vijf sterren). Het album behaalde een eerste plek in de Americana UK charts.
Het nummer Eddie and Polly is op single uitgebracht.